# Caso Odebrecht
El caso Odebrecht es uno de los casos más representativos de corrupción en América Latina, con la distribución millonaria para políticos, empresarios y exfuncionarios de 12 países. Se basa en una investigación del Departamento de Justicia de los Estados Unidos, junto con 10 países más de América Latina, a la constructora brasileña Odebrecht. En esta investigación se detalla cómo Odebrecht habría realizado coimas de dinero y sobornos, a presidentes, expresidentes y funcionarios del gobierno de unos 14 países: Angola, Argentina, Brasil, Colombia, Ecuador, Estados Unidos, Guatemala, México, Mozambique, Panamá, Perú, República Dominicana y Venezuela, durante los últimos 20 años, para obtener beneficios en contrataciones públicas.
Odebrecht fue creada en 1944, en el Estado de Bahía, y se consolidó como la constructora de mayor crecimiento durante los años de la dictadura militar brasileña.
La empresa creó una «Caja B» a finales de los años 2010 con el nombre de «Sector de Relaciones Estratégicas» para disimular la maraña de coimas.
A continuación se detallan en orden alfabético los países que se sabe ha afectado las operaciones ilegales de Odebrecht y cierta información sobre el asunto.

## Argentina
Según los fiscales estadounidenses, entre 2007 y 2014 Odebrecht realizó múltiples pagos de sobornos por valor de 35  millones

En enero de 2017 fue imputado el jefe de la AFI (Agencia Federal de Inteligencia) argentino, Gustavo Arribas por la recepción de coimas y otras dádivas de Odebrecht.
Entre el 25 y 27 de septiembre de 2013, un operador financiero brasileño condenado por la justicia de Brasil por el caso Lava Jato transfirió más de medio millón de dólares a una cuenta de Gustavo Arribas, destinados al pago de coimas, lavado de activos y evasión.
Arribas recibió casi 0,6  millones de dólares por parte de Odebrecht en una cuenta suya radicada en Suiza.
En 2018 fue denunciada y procesada la titular de la Oficina Anticorrupción penalmente por intentar una “negociación de impunidad” con la empresa brasileña Odebrecht, denunciada por pago de coimas en el Lava Jato. Hubo encuentros a puertas cerradas con los ejecutivos de la filial argentina de Odebrecht, que fueron considerados intentos de obtener anticipadamente la información confidencial que aquellos pudieran aportar y de ese modo, controlar los daños que puedan producir sobre el círculo íntimo del Presidente Mauricio Macri.
El exministro de Planificación Pública, Julio De Vido y los exsecretarios José López y Roberto Baratta, fueron acusados procesados por presuntos sobornos en la construcción de la planta potabilizadora de AYSA junto a Carlos Ben, y el directivo Raúl Biancuzzo, los empresarios Tito Biagini, Aldo Benito Roggio, Jorge Corcho Rodríguez y Carlos Wagner. La causa será elevada a juicio oral en 2021. De Vido también quedó procesado por hechos de corrupción vinculados a la empresa Odebrecht, en la construcción de gasoductos en la Argentina, junto con el ex secretario de Energía Daniel Cameron.
Meirelles, el financista brasilero de Odebrecht confirmó que pagó propinas que se hicieron entre 2009 y 2014 que pagó con depósitos como pagos, en Panamá y la Argentina.
Fue imputado por el fiscal Francisco Delgado.

## Brasil
De acuerdo al documento judicial difundido por Estados Unidos, empezando en 2009, Odebrecht pagó aproximadamente USD$ 349 millones en sobornos a varios partidos políticos del país, funcionarios extranjeros y sus representantes en Brasil, financiaba las campañas políticas en las elecciones para obtener beneficios y contratos de obras de construcción con gobiernos locales en diferentes distritos del país, con el gobierno central y varias empresas públicas administradas por el Estado.
Washington menciona específicamente muchos contratos con la petrolera estatal Petrobras, durante diferentes gobiernos en los últimos años y la justicia brasileña ya condenó al millonario y expresidente de la constructora, Marcelo Odebrecht (1968-), a 19 años y 4 meses prisión por un escándalo de corrupción que involucra a la empresa petrolera con la constructora Odebrecht, con obras de infraestructura petrolera con esta empresa pública administrada por el Estado.
Eduardo Cunha presidente de la Cámara de Diputados de Brasil está actualmente preso a la espera de ser procesado por corrupción. En unos de los cargos presentados por la Fiscalía, Cunha es acusado de recibir sobornos de un consorcio del que formaba parte Odebrecht por obras en la zona portuaria de Río de Janeiro.
El juez federal Sergio Moro, sin embargo, en la corte nacional de Brasil solo lo declaró culpable por el pago de más de USD$30 millones en sobornos a funcionarios de Petrobras a cambio de obtener contratos e influencia para la empresa, pero las investigaciones continúan para poder determinar el grado de responsabilidad de funcionarios públicos durante los gobiernos de Luiz Inácio Lula da Silva, Dilma Rousseff y Michel Temer.
También fue citado ante la justicia por aceptar sobornos el senador Aécio Neves, junto con el miembro de su partido, José Serra, y el presidente de la República, Michel Temer.

## Colombia
En Colombia el caso Odebrecht llegó a permear las campañas presidenciales de 2014, existen pruebas de ingresos de dineros tanto en la campaña del entonces electo presidente Juan Manuel Santos como en la de su rival Óscar Iván Zuluaga. Sin embargo se ha criticado los lentos y pocos resultados presentados por los investigadores en comparación de lo sucedido en otros países.
Otros implicados incluyen; los excongresistas Bernardo Elías y Otto Bula, también exfuncionarios como Daniel García Arizabaleta y Gabriel García Morales entre otros. Igualmente el exfiscal Néstor Humberto Martínez, quien ha tenido que dar explicaciones de los extraños sucesos que rodearon el supuesto intento de suicidio y posterior muerte del testigo Jorge Enrique Pizano y la de su hijo por ingesta de cianuro.

## Ecuador

#### Obras después del retorno a la democracia
La publicación del caso coincidió con la campaña de las Elecciones presidenciales de Ecuador de 2017. Odebrecht ha manejado en Ecuador operaciones por US$5 mil millones en continuadas contrataciones con 7 de los 10 últimos gobiernos: los presididos por León Febres-Cordero, Sixto Durán-Ballén, Fabián Alarcón, Jamil Mahuad, Gustavo Noboa, Alfredo Palacio y Rafael Correa.
El Diario Expreso, publicó una lista de dieciocho ciudadanos ecuatorianos receptores de coimas de Odebrecht, incluyendo un persona con la primera letra de su nombre J y la última letra de su apellido T, con el sobrenombre Matraca. El Presidente Correa, así como otros sugirieron que esa persona sería Jaime Nebot, alcalde de Guayaquil, quien es conocido por tener bienes en una gran variedad de paraísos fiscales, pero él negó cualquier responsabilidad. Estos supuestos delitos habrían prescrito.
En 2008 Correa expulsó mediante decreto ejecutivo 1348 a la compañía y ordenó el arraigo de sus altos funcionarios en Ecuador tras detectarse -señala el decreto- deficientes técnicas en la Central Hidroeléctrica San Francisco.

#### Obras durante el gobierno de Rafael Correa
Según el Departamento de Justicia de los Estados Unidos, Odebrecht declaró haber realizado sobornos por un total de US$33,5 millones desde el 2007 al 2016, y podría haber obtenido beneficios de más de US$116 millones. Tras esto los 8 candidatos a la presidencia de Ecuador se pronunciaron sobre el tema, así como el Fiscal general Galo Chiriboga, quien informó por Twitter que se había comunicado con el embajador ecuatoriano en Washington, mientras que el secretario jurídico de la presidencia, Alexis Mera, declaró que "(...)no podemos descartar que haya habido pagos o actos de corrupción y estamos enviando a la Fiscalía una solicitud de que esto se investigue(...)" "(...)si se descubre a personas involucradas en estos casos de corrupción se los detendrá de inmediato(...)".
Y el estado contrató 6 proyectos: Reparación de la Central Hidroeléctrica Pucará, por un precio referencial de US$18 millones. Trasvase Daule-Vinces, por US$191 millones. Relleno del terreno para la construcción de la Refinería del Pacífico, por US$ 229 millones.
Central Hidroeléctrica Manduriacu, por US$124 millones. Poliducto Pascuales-Cuenca, por un precio de US$369 millones. Construcción del acueducto "La Esperanza"-Refinería del Pacífico, por un precio de US$334 millones. mientras que el asambleísta Diego Salgado inició el 23 de diciembre la recolección de firmas para comenzar un juicio político del vicepresidente Jorge Glas, alegando que él, como ministro de sectores estratégicos en funciones durante el tiempo en el que Odebrecht informó realizar estas coimas, era el responsable político de los pagos de Odebrecht.
En febrero de 2023, la Superintendencia de Control del Poder del Mercado sancionó con multa a CELEC y a Odebrecht (ahora denominada CNO SA), con $ 50 millones por acuerdo colusorio vertical en la contratación de la central hidroeléctrica Manduriacu y la reparación del túnel de carga de la central hidroeléctrica Pucará.

#### Contratos con el Municipio de Quito
También se señaló que el Municipio de Quito, durante la administración del alcalde Augusto Barrera, se contrataron los proyectos Ruta Viva (Fases 1 y 2) y la contratación de la fase 2 del Metro de Quito (que fue otorgada al consorcio Acciona-Odebrecht) aprobada por la anterior administración y en ejecución con el nuevo alcalde Mauricio Rodas.
En el caso del gobierno nacional, la empresa fue expulsada del Ecuador en 2008 mediante el Decreto Ejecutivo 1348, debido a fallas estructurales que provocaron el cese de operaciones de la Hidroeléctrica San Francisco.
Ese mismo mes se filtro documentos secretos del departamento de Estado de EEUU donde figuraba el alcalde Mauricio Rodas cómo parte de los funcionarios que habían recibido coimas en el escándalo de corrupción. El miércoles 21 de diciembre, el Departamento de Justicia de Estados Unidos publicó un informe sobre la entrega de coimas efectuada por la empresa Odebrecht a funcionarios del Ecuador.
Los sucesos han llevado a que la Comisión de Fiscalización de la Asamblea Nacional solicite a la Contraloría un examen especial al patrimonio del alcalde Todas y sus allegados junto a un análisis de los contratos de la fase dos del Metro.

#### Consecuencias tras la publicación del escándalo
El partido Alianza País vota en junio de 2017 la expulsión de Odebrecht de Ecuador.
El 3 de agosto de 2017, el presidente Lenin Moreno mediante Decreto Ejecutivo n.º 100 le retiró las funciones que le fueron asignadas al iniciar su gobierno al vicepresidente Glas. Según Moreno, la principal razón es una carta que Moreno considera ofensiva, y por ser sospechoso de haber recibido US$14 millones como cohecho por parte de Odebrecht.
El 2 de octubre de 2017, el juez Miguel Jurado en el proceso judicial seguido en Ecuador, con número «17721201700222», dictó prisión preventiva en contra del vicepresidente Jorge Glas, también a Ricardo Rivera, quien falleció en arresto domiciliario en 2022 por causa del covid, también se dictó prisión a otros 6 implicados, por delito de asociación ilícita. Meses después, el 13 de diciembre de 2017 se dictó la sentencia que constaba de 6 años de encarcelamiento.
Aunque la Fiscalía General del Estado, se ha pronunciado de manera enfática que el juicio ecuatoriano se llevó con los elementos de convicción suficientes para dictar sentencia, el Supremo Tribunal Federal de Brasil mantiene invalidados los testimonios que se usaron para corroborar la trama de corrupción de Odebrecht, ya que se ha afirmado que «las pruebas provenientes de confesiones, de ejecutivos, realizadas en el marco de un acuerdo de colaboración firmado en 2017 por Odebrecht, son "inutilizables" por "cualquier jurisdicción"».

## Guatemala
El caso Odebrecht en Guatemala se remonta al año 2012, cuando el Ministerio de Comunicaciones le otorgó a dicha empresa un proyecto para la ampliación a 4 carriles de la carretera CA-2 Occidente que va desde la ciudad de Escuintla hasta Tecun Umán frontera con México. Para eso, en 2012, el Congreso de Guatemala aprobó, en un solo debate, un préstamo de casi US$400 millones al Banco Nacional de Desarrollo Económico y Social de Brasil. Para mayo de 2014 cuando se descubrió la operación Lava Jato en Brasil y en diciembre se supo de la existencia de una hoja de la fiscalía de Brasil, en la cual se ven las anotaciones de supuestos sobornos a Alejandro Sinibaldi, exministro de Comunicaciones, Infraestructura y Vivienda. En esa época, las anotaciones figuraban con la constructora AOS, que también estaba involucrada en el caso Lava Jato sin embargo esto no trascendió. 
En mayo de 2016 la constructora Odebrecht paraliza construcción en Guatemala de la CA-2 Occidente. La obra pública contratada por el gobierno con Odebrecht, debería haber terminado el 30 de junio y cuando se procedió a hacer la revisión el Gobierno se percató que el avance financiero de un 70% a la empresa constructora, no correspondía con el avance físico de la obra de solamente un 33%, razón que propició la decisión judicial de detener la obra y empezar la liquidación del contrato, pero en diciembre Marcelo Odebrecht cooperó con información y días después Estados Unidos reveló información sobre US$788 millones en sobornos que dio Odebrecht a funcionarios y autoridades en Latinoamérica y África. Ese día iniciaron las investigaciones en todos los países latinoamericanos señalados en la confesión de Odebrecht, sin embargo, la fiscal de Guatemala en ese momento, Thelma Aldana, no asistió a la reunión y la investigación no pareció iniciar.
En 2017 el Ministerio de Comunicaciones del gobierno, anunció que emprendería investigaciones y acciones legales contra exfuncionarios de la cartera, que firmaron la modificación del contrato que derivó en un sobrecosto de dicha obra y en la que probablemente se beneficiaron las constructoras privadas del país, Sigma y Conasa. En ese momento se estaba investigando la sobrevaloración en la construcción de dos nuevos tramos de carreteras que se contrataron con la empresa Odebrecht y el beneficio que habrían recibido, todo eso eran parte de las investigaciones de la Contraloría General de Cuentas (CGC).
La carretera nunca se construyó y en 2018 el gobierno tuvo que rescindir el contrato con dicha empresa pues no cumplió con lo acordado. En ese momento el gobierno confirmó que la querella ya estaba preparada y era contra exfuncionarios del anterior gobierno (el de Otto Pérez Molina), involucrados en la modificación de un contrato firmado con la constructora brasileña, según un informe del Departamento de Justicia de Estados Unidos, Odebrecht pagó US$18 millones en sobornos a funcionarios entre los años 2013 y 2015, correspondientes al gobierno del expresidente Otto Pérez Molina. En contra de la constructora brasileña existen varias denuncias, una de estas era por la Contraloría General de Cuentas (CGC),por el proyecto de rehabilitación y ampliación a cuatro carriles de 140 kilómetros de la ruta CA-2 Occidente, que conduce de Cocales en Suchitepéquez, hacia Tecún Umán en San Marcos, frontera con México.
En enero de 2018 se conoció de la captura en Estados Unidos de Manuel Baldizón un exdiputado y aspirante a la presidencia de Guatemala, en ese momento se aseguró que fue por el caso Odebrecht e incluso la fiscalía guatemalteca junto con la Comisión Internacional contra la Impunidad en Guatemala dieron a conocer el caso en el que aseguraron sobornos por US$17.9 millones a Baldizón y el exministro Sinibaldi que se perfilaban como el «próximo presidente de Guatemala». Tiempo después se conoció que la captura de Baldizón fue por un caso de lavado de dinero en Estados Unidos para lo cual se debía esperar a que regresara a Guatemala para ser procesado por el caso de sobornos.
En ese momento todo fue conocido por el testimonio de dos directivos brasileños de la empresa quienes explicaron como se tramó todo. La empresa brasileña pactó con el Ministerio Público pagar a Guatemala en concepto de reparación por el daño ocasionado al país los US$17,9 millones, misma cantidad que entregaron en concepto de sobornos a los políticos guatemaltecos. Además ofreció devolver el material que adquirió para la construcción de la obra objeto de corrupción y dar una disculpa pública al país por los daños ocasionados y renuncia a cualquier demanda o arbitraje por incumplimiento del contrato, dicha colaboración eficaz fue negociada, de forma secreta, entre el Ministerio Público, Cicig y la empresa brasileña sin participación de la Procuraduría General de la Nación quien legalmente debía representar al Estado guatemalteco en este tipo de negociaciones y además fue firmada en Brasil por Juan Francisco Sandoval quien no tenía calidad ni mandato para realizarlo en ese país.
En agosto de 2020 se entregó Alejandro Sinibaldi, quien había estado prófugo de la justicia desde 2015. En 2022 se conoció que señaló también a los 108 diputados del Congreso que en 2012 aprobaron el préstamo, de haber participado en la red de sobornos y que a 9 de ellos se les entregó directamente el dinero (hasta US$64.000), otros 20 lo recibieron a través de intermediarios y otros en obras otorgadas a sus constructoras, todo en coordinación con la presidencia, vicepresidencia y la constructora quienes también recibirían el dinero junto con él.
En junio de 2022 fue anulado el acuerdo firmado con Odebrecht porque se negoció entre las entonces autoridades del ministerio público, cicig y la empresa brasileña de forma casi secreta y sin representación legal del estado guatemalteco (que no correspondía al MP), anteriormente en marzo la empresa había notificado a Guatemala de una demanda por incumplimiento de contrato de la construcción de la carretera no terminada. En enero de 2023 la justicia guatemalteca emitió órdenes de captura en contra de antiguos funcionarios del ministerio público (MP) y la comisión internacional contra la corrupción (CICIG), acusando de negociar con directivos de la empresa. Además, también acusan al excomisionado de la comisión internacional, ya en ese entonces funcionario del gobierno de Colombia, por haberse involucrado en la negociación del convenio en el que acordaron un pago a Guatemala mucho menor de lo que significó el contrato incumplido por la empresa y la liberación de los cargos penales a los directivos de la empresa Odebrecht, acción que devino en la intervención del presidente de Colombia. Sin embargo, estas acusaciones han sido rechazadas categóricamente puesto que la fiscal general actual, Consuelo Porras, y el nuevo jefe de la FECI que lleva el caso, Rafael Curruchiche, han jugado un papel importante en la persecución política de varios fiscales y funcionarios que anteriormente habían intervenido en casos de corrupción en Guatemala

## México
En un periodo comprendido aproximadamente entre 2010 y 2014, es decir, durante las administraciones de los expresidentes Felipe Calderón Hinojosa y Enrique Peña Nieto, Odebrecht estuvo vinculado a pagos por valor de US$10.5 millones para ganar contratos de obras públicas mexicanas que le generaron beneficios por más de USD$39 millones. Odebrecht participó en la reconfiguración de tres refinerías: Minatitlán (Veracruz), Tula (Hidalgo) y Salamanca (Guanajuato), para la paraestatal Petróleos Mexicanos (PEMEX). En todas ellas hubo adjudicación directa, pagos con sobreprecio o ampliaciones presupuestales irregulares.

## Panamá
Los documentos estadounidenses depositados en la Corte del Distrito Este de Nueva York, también revelan que entre los años 2010 y 2014, la empresa constructora privada Odebrecht habría promovido pagos de sobornos por más de US$59 millones en Panamá, resultando en US$175 millones de beneficios en contratos para otras obras públicas, y el gobierno del presidente Juan Carlos Varela le dio su "apoyo total" a las investigaciones sobre el tema que ya adelanta el Ministerio Público panameño.
El Gobierno panameño anunció que busca acciones necesarias para cancelar a Odebrecht un contrato de US$1.000 millones para la construcción de una hidroeléctrica, luego de que la empresa se declaró culpable en un tribunal de Estados Unidos de entregar sobornos en varios países de la región y prohibir que pueda seguir operando en el país como un contratista de obras públicas calificado.
Panamá adjudicó a Odebrecht en 2014 para la construcción y operación vía concesión administrativa por 50 años de la hidroeléctrica Chan II, también se prohibirá que Odebrecht obtenga nuevos contratos o se refrenden todos los contratos de obra pública que tiene en el país, hasta que demuestre una mayor colaboración en las investigaciones judiciales del gobierno, sobre la entrega de los sobornos de más de US$59 millones, para conocer los nombres de los funcionarios públicos, políticos, gobernadores, representantes o testaferros de gobiernos anteriores, que recibieron los sobornos de la empresa constructora de Brasil, en el caso de corrupción más grande de la historia de Panamá.
En febrero quedó involucrado el presidente Juan Carlos Varela, después que este fuera acusado de haber recibido "donaciones" de la constructora brasileña Odebrecht. presentándose una denuncia penal ciudadana para que se averigüe si personas vinculadas al presidente, y el diputado oficialista José Luis Varela, habrían cometido delitos de peculado y fraude. a través de una empresa suiza, que había movido millones, cuyos accionistas son María Mercedes Rabat de Janón, Ramón Antonio Pino y Margarita Mejía.
El secretario general del Partido Revolucionario Democrático (PRD) Mitchell Doens pidió al Ministerio Público que investigue penalmente al expresidente Ricardo Martinelli (2009-2014) y a dos de sus hijos por su presunta vinculación a los sobornos de Odebrecht. Odebrecht pagó en Panamá coimas por US$59 millones entre 2009 y 2014, cuando gobernó Martinelli, y que de ese monto US$6 millones los recibieron dos familiares cercanos.

## Perú
Entre 2005 y 2014 Odebrecht aparece relacionado con aproximadamente US$29 millones en pagos de sobornos, que le generaron más de US$143 millones en beneficios, de acuerdo a los investigadores judiciales. Por ejemplo, asegura la corte estadounidense, un intermediario contactó a Odebrecht en nombre de un alto funcionario peruano no identificado todavía, que ofreció apoyar la propuesta de la firma en una licitación pública a cambio de pagos que lo beneficiaran, que el informe estima en US$20 millones entre 2005 y 2008
Odebrecht pagó sobornos a funcionarios entre el 2005 y 2014, años que comprenden los Gobiernos de Alejandro Toledo (2001-2006), Alan García (2006-2011) y Ollanta Humala (2011-2016), según se desprende del acuerdo firmado por la compañía con el Departamento de Justicia de Estados Unidos. El presidente Pedro Pablo Kuczynski dice que apoyará en todo lo que sea necesario para la investigación. El primer ministro instó al Ministerio Público y al Poder Judicial a que lleven a cabo todas las investigaciones que correspondan para determinar en qué casos hubo actos de corrupción.
La Fiscalía peruana ha tomado varias declaraciones juradas de exministros integrantes de la oficina estatal Proinversión, a cargo de las licitaciones con inversionistas extranjeros, diputados de oposición política han presentado la propuesta de demandar a Odebrecht y obligar a la empresa constructora, a devolver todo el dinero pagado en sobornos a funcionarios públicos de gobiernos anteriores, como un pago de compensación económica al Estado peruano y para poder seguir operando en el país en el futuro.
Autoridades peruanas detuvieron a Edwin Luyo, miembro especial del comité para licitación del tramo 2 del metro de Lima, y funcionario del expresidente Alan García acusado de recibir sobornos por US$8 millones, de la empresa constructora privada brasileña Odebrecht para ganar un contrato de construcción en el Metro de Lima, el funcionario presidió el comité que licitó el Metro de Lima en el año 2009, el arresto se produjo luego de que Odebrecht entregara información reservada sobre el caso, como parte de un acuerdo preliminar con la empresa para colaborar con la justicia peruana y suspendieron un contrato para la construcción de un nuevo gasoducto en el norte del país.
Después detuvieron a Miguel Navarro quien fue funcionario del ministerio de Transportes y Comunicaciones durante el 2009, donde trabajó con Jorge Cuba. Fue parte del Plan Perú Bicentenario y en el 2010 fue distinguido con la "Orden al Mérito de Transportes y Comunicaciones" por sus gestiones para que el Metro de Lima se edifique. Admitió su delito el 26 de enero y decidió acogerse a la confesión sincera. “Señor juez, yo he aceptado los cargos que se me imputan y estoy muy arrepentido. Me acojo a la confesión sincera. Estoy muy arrepentido y pido perdón al Estado peruano y a la sociedad. Lo siento mucho”, dijo.
El Poder Judicial también dictó 18 meses de prisión preventiva contra Mariela Huerta Minaya quien fue la expresidenta del comité de licitación del tramo 2 de la línea 1 del Metro de Lima, la misma que integró el ahora encarcelado Edwin Luyo. Su vivienda fue allanada el martes 24 de enero, pero según su registro migratorio había dejado el país con rumbo a Panamá el 3 de enero. Quien también cobró de sobornos de Odebrecht y pesa sobre ella una orden de captura internacional.
En enero de 2017, se entregó a agentes de la policía nacional, Jorge Cuba Hidalgo, exministro de Comunicaciones del segundo gobierno de Alan García y a su pareja Jessica Tejada, ex voleibolista peruana, que volvieron al Perú el día martes, provenientes de Miami, para enfrentar las investigaciones en su contra por la entrega de coimas efectuada por Odebrecht a funcionarios peruanos por el tramo 1 y 2 de la Línea 1 del Metro de Lima. La fiscalía ha determinado el volumen de la coima por el tramo 1 de 1´385,000 dólares y por el tramo 2 de 6´700,000 dólares.
El juez Richard Concepción Carhuancho, titular del Primer Juzgado de Investigación Preparatoria Nacional de Perú, dictó 18 meses de prisión preventiva contra el expresidente Alejandro Toledo, haciendo lugar a la solicitud presentada por el fiscal Hamilton Castro, cabeza del equipo especial encargado de investigar las ramificaciones del caso Lava Jato en Perú. Toledo es acusado de recibir 20 millones de la constructora brasileña Odebrecht para favorecerla en la licitación de la Carretera Interoceánica Sur, que une Perú y Brasil.
El expresidente Alan García también es investigado por los presuntos sobornos de Odebrecht, a la que se habría favorecido en la concesión de los tramos 1 y 2 de la Línea 1 del Metro de Lima. Así lo dispuso el fiscal anticorrupción Hamilton Castro, quien abrió una investigación preliminar contra Alan García por los delitos contra la administración pública en la modalidad de tráfico de influencias. Tras encontrar nuevas pistas como las iniciales AG en la agenda de Marcelo Odebrecht junto a un monto de 100 000 de dólares, por el proyecto Olmos en Lambayeque, y nuevas pistas como las reuniones que sostuvo con los ejecutivos de Odebrecht, Marcelo Odebrecht y Jorge Barata junto con el expresidente de Brasil Lula da Silva.
La empresa Odebrecht habría entregado US$3 millones para financiar la campaña de Ollanta Humala y Nadine Heredia, según dijo el excolaborador de Odebrecht, Jorge Barata. De acuerdo al medio, la entrega del dinero habría sido autorizada por el expresidente brasileño Luiz Inácio Lula da Silva y habría salido de la caja que la empresa tenía con el Partido de los Trabajadores, la cual era manejada por el exministro Antonio Palocci, conocido como ‘Italiano’. En el mes de abril, el dueño de la empresa, Marcelo Odebrecht, confirmó que entregó $3 Millones para financiar la campaña de Ollanta Humala y Nadine Heredia, lo que confirma lo dicho por Barata. El juez Richard Concepción Carhuancho, titular del Primer Juzgado de Investigación Preparatoria Nacional de Perú, dictó 18 meses de prisión preventiva contra el expresidente Ollanta Humala y su esposa Nadine Heredia, hasta que terminen las investigaciones.
El colaborador eficaz en el caso Odebrecht, Jorge Barata, reveló que también sostuvo reuniones con la excandidata presidencial Keiko Fujimori, hija del expresidente Alberto Fujimori, durante la campaña electoral previas a las elecciones del 2011. El brasileño Jorge Barata, mencionó que también invitaron a Keiko Fujimori para sostener reuniones y mostrara su plan de gobierno. En el mes de mayo, el empresario Marcelo Odebrecht confirmó que entregaron dinero ilícito a todas las campañas presidenciales del 2011, entre ellas esta la campaña fujimorista y la Campaña del Apra de Mercedes Araoz. Más tarde su situación se complicaría después de que Marcelo Odebrecht haya dicho ante los fiscales peruanos que probablemente si hallan aportado a su campaña después de que en su agenda se encontrará una nota con el nombre de la excandidata presidencial junto a un monto. Pero el único que puede confirmarlo es Jorge barata. La Fiscalía abrió una investigación Preliminar contra Keiko Fujimori por sus presuntos vínculos con Odebrecht.
El fiscal Hamilton Castro acusó al Poder Judicial contra el Gobernador del Callao, Félix Moreno, y el empresario Gil Shavit, quien actualmente está detenido en el poder Judicial, por delitos de tráfico de influencias y lavado de activos, por el supuesto pago de sobornos de la empresa brasileña Odebrecht. La Fiscalía dictó 18 meses de prisión preventiva para Félix Moreno mientras duren las investigaciones.
En las investigaciones del Caso Odebrecht aparece el proyecto vial "Rutas de Lima" junto a otras obras por las que se habría pagado sobornos pagados entre el mandato de la exalcaldesa de Lima Susana Villarán y el ex Burgomaestre de la Ciudad, Luis Castañeda quienes tienen varias investigaciones en el Caso Lava Jato. Además una investigación del portal Convoca.pe reveló que en las planillas del Departamento de Operaciones Estructuradas de la empresa brasileña se escribió “Concessão (concesión) Rutas de Lima” al lado de un monto por 291 mil 700 dólares que fueron pagados en sus dos gestiones. Más Adelante se reveló que la Empresa habría financiado la campaña del NO a la Revocatoria de Susana Villarán, en el 2013, debido a que fue asesorada por Luis Frave.
En mayo se confirma que entregaron dinero a Jorge Acurio, el exgobernador del Cuzco. La Fiscalía lo acusa de haber pactado un soborno de 3 millones de parte de la empresa brasileña Odebrecht a fin de favorecerla con la licitación de la obra de la Vía de Evitamiento en la Ciudad Imperial. Junto al abogado José Zaragoza, Rebaza, el director secretario del Club Regatas de Lima y el Ex Socio de "Alcázar & De Las Casas Abogados Financieros", un estudio de abogados que habría asesorado a Odebrecht, quien actuó como intermediario en el pago de 3 millones por parte de la empresa brasileña al exgobernador del Cusco, Jorge Acurio Tito, en 2013 y junto a Fernando Delgado el exgerente de "La Positiva Seguros" y el Actual presidente del Club Regatas de Lima. Según el testimonio del colaborador eficaz 60-2017, el exgobernador cusqueño habría pedido que el dinero recibido sea depositado en la empresa "Wircel S.A" y que sería Fernando Salazar Delgado quien quedaría a cargo del movimiento. El Abogado José Zaragoza, se acogió a la confesión sincera y gracias a ello el Poder Judicial dictó 18 meses de prisión preventiva para el exgobernador del Cusco, Jorge Acurio y para el expresidente del Prestigioso Club Regatas, Fernando Salazar Delgado.

## República Dominicana

### Revelación de corrupción de Odebrecht
El 21 de diciembre de 2016, el Departamento de Justicia de los Estados Unidos de América informó a la comunidad internacional el alcance de entramados de actos de corrupción encabezados por Odebrecht, principalmente involucrando a países de América Latina, incluyendo a la República Dominicana. El escándalo alertó al Ministerio Público dominicano, encabezado por Rodríguez, y puso en marcha la investigación penal.

### Apertura de investigación
En diciembre de 2016, el procurador general de la República inició inmediatamente la investigación de los sobornos por 92 millones a funcionarios dominicanos que la empresa brasileña Odebrecht habría confesado haber pagado, según las informaciones reveladas a la comunidad internacional por el Departamento de Justicia estadounidense. La Procuraduría Especializada de persecución de la corrupción administrativa, bajo el Despacho del procurador general, desarrollaría las pesquisas aperturadas de conformidad con la normativa institucional.
El 26 de diciembre del mismo año, el procurador comunicó que el Ministerio Público habría emprendido la evaluación de la información hecha pública por el Departamento de Justicia de Estados Unidos y ordenó a todas las instituciones del Estado la entrega inmediata de todos los contratos suscritos con la compañía Odebrecht desde el 2001 hasta la fecha, estableciendo un plazo máximo de 48 horas para que los funcionarios que encabezan los ministerios y entidades correspondientes entregaran personalmente toda la documentación requerida en la Procuraduría General de la República.
En enero de 2017, el Ministerio Público allanó las oficinas de Odebrecht en la capital dominicana, un proceso de requisa que duró más de cinco horas. Se reportó que al menos 25 cajas de documentos fueron retiradas de las instalaciones de la empresa para ser revisadas y se decomisaron los equipos electrónicos del local contentivos de información potencialmente sensible.

### Investigación e interrogatorios
Entre enero y marzo, más de veinticinco (25) personas fueron cuestionadas y llamadas para presentar informaciones sobre el caso, incluidos el representante de Odebrecht en República Dominicana; los principales funcionarios de entidades gubernamentales bajo cuyas gestiones se negociaron, acordaron o ejecutaron contratos con Odebrecht; así como pasados y actuales presidentes de las cámaras congresuales, en cuyas gestiones se debatieron y aprobaron contratos de obras asignadas a la empresa en cuestión y los respectivos presidentes de comisiones congresuales con potencial incidencia en la toma de decisiones sobre el tema. En esos 90 días, también fueron interrogados Ángel Rondón, el lobbista y representante comercial de la multinacional en República Dominicana, así como abogados involucrados en las operaciones mercantiles y auditores de la firma Stanley Consultants vinculados a la compañía.
Según informaciones oficiales, Rodríguez solicitó la suspensión de Odebrecht como proveedor del Estado y que la Dirección General de Contrataciones Públicas había dispuesto la referida suspensión provisional del registro, impidiendo su participación en futuras licitaciones.
El 20 de enero de 2017, el procurador Jean Rodríguez comunicó oficialmente que el Ministerio Público había logrado la firma de la multinacional en un acuerdo que agilizaría la investigación local, garantizando la entrega de material probatorio por parte de la empresa y manteniendo abierta la investigación y persecución penales contra todos los involucrados locales.
El acuerdo, que fue considerado la solución idónea para lograr sometidos y condenas en contra de los implicados, obligaba a la empresa a pagar US$184 millones, equivalentes al duplo de los US$92 millones que la propia Odebrecht reconoció haber pagado en sobornos, siendo esta la suma máxima contemplada en la Ley n.º 448-06, sobre Soborno en el Comercio y la Inversión, lo que constituye un beneficio de condena sin agotar años de un proceso judicial. Los US$184 millones serían desembolsados paulatinamente en un plazo de 8 años, siendo este el plazo más breve de los acordados en los países de la región.
El 1 de febrero de 2017, la Procuraduría pidió copias certificadas de las confesiones de los ejecutivos de Odebrecht, homologadas el 30 de enero por la Corte Suprema de Justicia de Brasil. Al día siguiente, el 2 de febrero, “el procurador general dominicano solicitó una reunión a su homólogo de la República Federativa de Brasil, Rodrigo Janot Monteiro de Barros.”
Los días 15 a 17 de febrero, el procurador Jean Rodríguez viajó a Brasil para reunirse con las autoridades que investigan el caso “Lava Jato” y con representantes de los ministerios públicos de varios países en los que operó Odebrecht, con la finalidad de intercambiar información sobre las prácticas de corrupción de la empresa. La República Dominicana, a través de Rodríguez, se constituyó en signatario de la Declaración de Brasilia en la que los procuradores de once países acordaron establecer “la más amplia, rápida y eficaz cooperación” sobre los asuntos de corrupción en que se implicó la empresa.
El 1 de marzo las investigaciones seguidas a la constructora Odebrecht fueron declaradas complejas por el juez coordinador de los Juzgados de la Instrucción del Distrito Nacional, por solicitud de la Procuraduría General realizada el 8 de febrero, obteniendo así plazos más amplios para la investigación y que la aplicabilidad del criterio de oportunidad, un instrumento contenido en el artículo 34 del Código Procesal Penal dominicano para agilizar los procesos en caso de que el imputado colabore con las pesquisas.
En marzo de 2017, el procurador general sostuvo un encuentro de seguimiento con el fiscal adjunto de la Oficina de Cooperación del Ministerio Público Federal de Brasil, Carlos Bruno Ferreira da Silva, quien participó en la investigación del caso Lava Jato, una investigación que guarda estrecha relación con las investigaciones sobre los sobornos de Odebrecht en República Dominicana.
“El magistrado Rodríguez ponderó el encuentro y dijo que con el mismo se fortalecen las indagatorias que se llevan a cabo sobre este caso, al tiempo que destacó que la colaboración internacional es importante para someter a la justicia a todos los implicados.”

### Publicidad de las investigaciones
En los 90 días tras el estallido del escándalo, Rodríguez encabezó más de una veintena de comunicados de prensa, ruedas de prensa oficiales y encuentros con los medios, en las que se informaron las labores en curso y particularidades del proceso investigativo y penal del caso Odebrecht. Asimismo, el procurador general informó en diversas ocasiones que algunos de los detalles sobre los hallazgos serían revelados de manera oportuna y estratégica, para evitar entorpecer la investigación.
La investigación continuaba mientras se esperaba la entrega de la referida documentación por parte de la justicia brasileña. En reiteradas ocasiones el procurador general garantizó que serían sometidos los implicados y que existe un compromiso “de llevar la investigación hasta sus últimas consecuencias, con todas las herramientas que otorga la ley, a fin de procesar a todos los responsables de las acciones criminales que haya cometido Odebrecht en la República Dominicana.”

### Sentencia
El juez de la instrucción especial, Francisco Ortega, envió el 7 de junio la cárcel a ocho de los 10 arrestados por el caso Odebrecht y a dos los dejó bajo arresto domiciliario, como medida de coerción preventiva.
El procurador general Jean Rodríguez, calificó como trascendental para la lucha contra la corrupción y el enriquecimiento ilícito, la sentencia emitida por el juez de la Instrucción Especial, Francisco Ortega, que declara complejo el caso y que dispone la imposición de medidas de coerción contra los 14 imputados que hasta el momento habían sido identificados por participar en forma particular en los sobornos que la multinacional Odebrecht admitió que pagó en el país para obtener contratos de obras de infraestructura pública.
Dijo, además, que dicha sentencia marcó el inicio del recorrido hacia lograr el fin de la impunidad en el país, destacando que fue emitida luego que el Ministerio Público demostrara los vínculos de los imputados con los delitos de soborno, asociación de malhechores, coalición de funcionarios, prevaricación, desfalco, asuntos incompatibles con la calidad de funcionario público, enriquecimiento ilícito y lavado de activos.
Contra el imputado Ángel Rondón Rijo fue impuesto un año de prisión preventiva, en la Penitenciaría Nacional de La Victoria; contra Víctor Díaz Rúa y Conrado Pittaluga fueron impuestos nueve meses de prisión, en el Centro de Corrección y Rehabilitación de Najayo; Juan Temistoclés Montás, Porfirio Andrés Bautista y Ruddy González a seis meses de prisión, igualmente en el Centro de Corrección de Najayo, mientras que contra César Domingo Sánchez y Máximo de Oleo fueron dictados tres meses de prisión a ser cumplidos en el CCR de Najayo.
Igualmente, fue impuesta la medida de coerción de arresto domiciliario por espacio de nueve meses en contra de Radhamés Segura y Roberto Rodríguez Hernández.
En tanto que una garantía económica de RD$5 millones e impedimento de salida del país fueron impuestos como medida de coerción al senador por San Cristóbal, Tommy Galán, al senador por Santiago Julio César Valentín, y al diputado por el Distrito Nacional Alfredo Pacheco Osoria.
En mayo de 2019, el profesor de la Universidad de Columbia y columnista de CNN en Espanol, Geovanny Vicente Romero, en su columna se pregunta "República Dominicana, ¿por qué el caso Odebrecht no avanza como en otros países?".
En junio de 2019 el Ministerio Público presentó acusación formal con sólo 6 de los supuestos 14 implicados, siendo estos fueron Conrado Pittaluga Arseno, Tommy Alberto Galán Grullón, Andrés Bautista, Ángel Rondón Rijo, Roberto Rodríguez y Víctor Díaz Rúa.
El 19 de junio, el juez Francisco Ortega Polanco envió a juicio de fondo a los acusados. El juicio de fondo comenzó el 21 de septiembre de 2020, con la presencia obligatoria de los seis acusados. Desde el inicio de la presentación de las evidencias documentales, el Ministerio Público parecía no tener pruebas fehacientes en contra de los seis implicados. La mayoría de los abogados del país apoyaban el criterio de la entonces jueza de la Suprema Corte de Justicia, Miriam Germán Brito, quien en 2017, en su voto disidente, expresó:

Sucede que la mayor parte de las pruebas que dice tener el Ministerio Público son fruto de delaciones premiadas que se han vertido en Brasil, pero una por una no contienen afirmaciones tajantes y precisas sobre actividades de los imputados. Abunda el ‘yo creo’, ‘me parece’, y en algunos aspectos, una tajante negativa.

En el estado actual de este proceso y con lo aportado para la medida de coerción, se aprecia una dificultad probatoria que, de no ser subsanada por el Ministerio Público en el curso de la investigación, y esperamos que así sea, no augura un futuro esperanzador por el momento, por lo menos del juicio al fondo, donde la prueba debe ser hecha, que no deje lugar a duda razonable.
Miriam Germán Brito, entonces jueza de la Suprema Corte de Justicia.

A pesar del voto disidente de Germán Brito, quien actualmente es Procuradora General de la República, el Ministerio Público no fortaleció las pruebas. Durante la presentación de los testigos a cargo, ninguno pudo identificar relación alguna entre los empresarios Ángel Rondón y Víctor Díaz Rúa, ni con los otros acusados. Tanto los peritos dominicanos como los testigos brasileños desconocían los supuestos sobornos, lo que debilitó aún más el futuro del caso en el país.
El 29 de junio de 2021, el Ministerio Público apresó a Jean Alain Rodríguez en la denominada Operación Medusa, acusándolo de numerosos cargos, entre ellos: asociación de malhechores, soborno, desfalco, coalición de funcionarios, financiamiento político y enriquecimiento ilícito. Esta detención generó aún más dudas sobre la imparcialidad en la acusación presentada por el Ministerio Público, dirigido por Jean Alain entre 2016 y 2020, en contra de los acusados en el Caso Odebrecht.
El 14 de octubre de 2021, el Primer Tribunal Colegiado del Distrito Nacional absolvió a cuatro de los seis implicados, mientras que Díaz Rúa y Ángel Rondón fueron condenados a 5 y 8 años de prisión, respectivamente. Ambos se declararon inocentes y anunciaron que apelarían la sentencia. En ese momento, varios abogados cuestionaron el fallo, especialmente la defensa de los condenados.
En el caso de Víctor Díaz Rúa, la sentencia lo absolvió del Caso Odebrecht al no encontrarse evidencia de sobornos ni sobrevaluación en las obras construidas durante su gestión en el Ministerio de Obras Públicas. Sin embargo, fue condenado por lavado de activos, debido a que supuestamente no realizó una declaración jurada de bienes al salir del Ministerio en 2012. Díaz Rúa afirmó que la condena era ilegal, ya que había presentado todas las pruebas que demostraban el origen de sus bienes.
En el caso de ángel Rondón, este recibió una condena atípica al ser condenado por sobornos sin que haya ningún sobornado.
El 19 de mayo de 2023, una Corte de Apelación ratificó la condena. Sin embargo, el juez Daniel Nolasco emitió un voto disidente, argumentando que los jueces que lo acompañaron no debieron ratificar la condena debido a la debilidad de las pruebas, y sugirió que los acusados serían absueltos si recurrían en casación:

Frente a todas las patologías advertidas en la sentencia cuestionada en apelación, los jueces pares de esta jurisdicción de alzada nunca debieron refrendar el contenido de semejante decisión, y en específico en lo que respecta al ciudadano Víctor José Díaz Rúa, cuya condenación represiva constituye un acto judicial que contraviene las garantías mínimas del debido proceso de legalidad constitucional.
De suerte que con miras a revertir dicha absurdidad jurídica el voto disidente emitido en la ocasión queda justificado en buen derecho y en sana administración justicia, ya que la solución dable en el caso ocurrente ameritaba dictar absolución plena, o en su defecto la nulidad de la causa penal seguida en contra del consabido justiciable, en aplicación del artículo 69, numeral 5, de la Constitución de la República, lo cual resulta implicatorio de liberación absoluta de responsabilidad penal.
Daniel Nolasco en su voto disidente.

El 9 de agosto de 2024, la Suprema Corte de Justicia absolvió a Ángel Rondón Rijo y a Víctor Díaz Rúa al declararlos inocentes, ordenando el cese de todas las medidas de coerción en su contra. Además, dispuso la devolución de todos los bienes incautados, el levantamiento de cualquier oposición, medida de restricción, orden de inmovilización de fondos, la radiación y cancelación de inscripciones u oposiciones, así como de las medidas cautelares, y ordenó la restitución de todos los bienes afectados durante el proceso.
Con la absolución por parte de la Suprema Corte de Justicia, el Caso Odebrecht concluye en República Dominicana sin que se hayan identificado responsables por los supuestos sobornos admitidos por Odebrecht en 2016.

## Venezuela

### Obras inconclusas

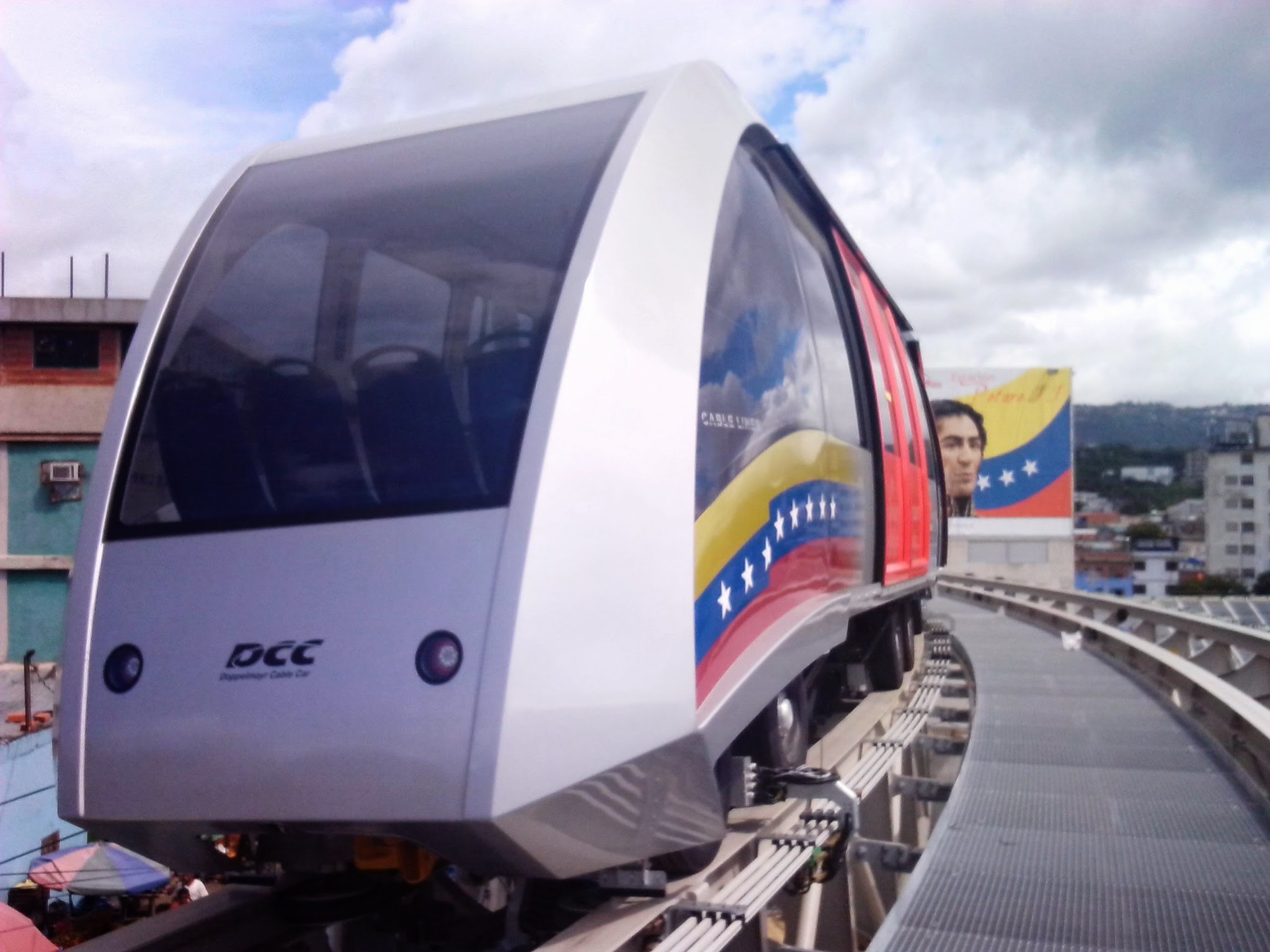
CableTren Bolivariano, una de las obras inconclusas de Odebrecht en Venezuela.

Actualmente las obras en ejecución en las que la empresa Odebrecht fue contratada en Venezuela son las siguientes:
- Cabletren Bolivariano
- Central Hidroeléctrica Tocoma
- Línea 2 del Metro de Los Teques
- Línea 3 del Metro de Los Teques
- Línea 5 del Metro de Caracas
- MetroCable La Dolorita
- MetroCable Mariche
- Metro de Guarenas-Guatire
- Proyecto Agrario Integral Socialista José Inácio de Abreu e Lima
- Puente Cacique Nigale
- Sistema Vial III Puente sobre el río Orinoco (también conocido como el Puente Mercosur).[105]

Adicionalmente, Odebrecht fue contratada para un proyecto de modernización del Aeropuerto Internacional de Maiquetía, incluyendo:
- La recuperación de la pista principal 10-28
- La ampliación del terminal nacional.
- La construcción de la plataforma remota internacional.
- La rehabilitación de las calles de rodaje.
- La modernización de la plataforma de carga
- La actualización de sistemas tecnológicos, de control aéreo, seguridad interna, y control de datos.[106]

Según el Departamento de Justicia de Estados Unidos, Venezuela es el país que más dinero recibió en sobornos por parte de Odebrecht; entre 2006 y 2015 existen obras públicas contratadas por esta constructora que no avanzaron y se han mantenido paralizadas. Según un informe del Departamento de Justicia, el gobierno de Venezuela recibió al menos 98 millones en sobornos.
Odebrecht construyó algunas estaciones del metro de Caracas, pero la mayoría de las estaciones planificadas tienen más de diez años en construcción y todavía no se completan. La obra de la línea cinco del metro, que recorrería el este de Caracas, debía ser entregada en el año 2010, pero hasta 2016 la construcción solo lleva un avance de 30%. En noviembre de 2015 una de las estaciones de la línea fue inaugurada.
Otra obra de la empresa brasileña es el Cabletren Bolivariano. El 14 de agosto de 2013 comenzaron operaciones tres de las cinco estaciones correspondiente a la primera fase, pero una de ellas todavía sigue en construcción, el gobierno de Hugo Chávez Frías contrató las obras en 2007 y prometió tener listas las obras en 2015, para 2016 no se han completado.
Otra obra sin completar por el Grupo Odebrecht en Venezuela es la expansión de la Línea II del metro de Los Teques, en el estado Miranda, que contaría con siete estaciones. Apenas tres de ellas están operativas para 2016. La fiscal general de la República, Luisa Ortega Díaz, viajó a Brasil para hacerle seguimiento al caso de corrupción de Odebrecht, donde se reunió con el procurador general, Rodrigo Janot. Mientras tanto, el presidente Nicolás Maduro enfatizó que su Gobierno terminará las construcciones detenidas usando empresas venezolanas. Las autoridades venezolanas también generaron polémica internacional al detener y expulsar del país a los periodistas brasileños, Leandro Stoliar y Gilzon Sousa, que viajaron a la ciudad de Maracaibo (capital del estado Zulia) para constatar, entre otras cosas, el abandono de las obras del Puente Cacique Nigale - también llamado el segundo puente sobre el Lago.
De acuerdo con información que maneja el diario brasileño Valor Económico, el grupo Odebrecht habría aportado dinero ilegalmente a la campaña del líder opositor venezolano Henrique Capriles en 2012.
En octubre de 2017 la fiscal general Ortega Díaz dio a conocer un vídeo donde Euzenando Prazeres de Azevedo, el exdirector de Odebrecht en Venezuela declaró a la Procuraduría General de Brasil, que Maduro había recibido US$35 millones para financiar su campaña presidencial en 2013. En la grabación, Prazeres de Azevedo cuenta que Américo Mata, a quien identificó como un representante de Maduro, le contactó para solicitarle dinero para la campaña de Maduro.

### Juicio a Nicolás Maduro
El 19 de febrero de 2018, la fiscal general Luisa Ortega Díaz acusó a Nicolás Maduro ante el Tribunal Supremo de Justicia en el exilio (TSJ en el exilio), por estar incurso en supuestos hechos de corrupción y legitimación de capitales, solicitando de esta manera un antejuicio de mérito para determinar si había suficientes razones para proceder con el enjuiciamiento de Maduro. El 9 de abril el TSJ en el exilio determinó que si había méritos para continuar con un juicio formal, decisión que fue notificada a la Asamblea Nacional quien el 17 de abril, con 105 votos a favor y 2 en contra autorizó proceder con el juicio, dejando a Nicolás Maduro separado del cargo de presidente. El 15 de agosto, el Tribunal Supremo sentenció a Nicolás Maduro a 18 años y 3 meses de prisión en la Cárcel de Ramo Verde por los delitos de corrupción que se le imputaron, además de ordenar que pague 35 mil millones por el daño al patrimonio público del país. La sentencia no ha sido ejecutada aún, pues el gobierno de Maduro tan sólo reconoce al Tribunal Supremo de Justicia de Venezuela, por su propia conveniencia.